# Ривертон (Вашингтон)
Ривертон (енгл. Riverton) насељено је место без административног статуса у америчкој савезној држави Вашингтон.

## Демографија
По попису из 2010. године број становника је 6.407.
| Група             | 2000.    | 2010.         |
| Белци             | 0 (0,0%) | 2.645 (41,3%) |
| Афроамериканци    | 0 (0,0%) | 613 (9,6%)    |
| Азијати           | 0 (0,0%) | 976 (15,2%)   |
| Хиспаноамериканци | 0 (0,0%) | 1.689 (26,4%) |
| Укупно            | 0        | 6.407         |